# Campichoeta fumigata
Campichoeta fumigata är en tvåvingeart som beskrevs av Oswald Duda 1934. Campichoeta fumigata ingår i släktet Campichoeta och familjen sumpskogsflugor.
Artens utbredningsområde är Kanarieöarna. Inga underarter finns listade i Catalogue of Life.